# Gozewinus van Bronkhorst
Gozewinus van Bronkhorst (Doesburg, 4 mei 1877 - Amersfoort, 24 februari 1961) was een Nederlandse architect. 
Gozewinus was de zoon van Jacobus van Bronkhorst en Petronella Gerdina Tamboer. Na zijn huwelijk met Bertha Koelewijn trouwde hij met Ida Jansje Mol. Van Bronkhorst woonde in Baarn aan de Tromplaan 20. Van Bronkhorst vormde met de Bussumer architect N. Rigter het architectenduo 'Rigter en Van Bronkhorst'. In Laren bouwden zij veel voor katholieke opdrachtgevers.
Hij werd begraven op de nieuwe algemene begraafplaats aan de Wijkamplaan in Baarn.

## Ontwerpen van Rigter & Van Bronkhorst
Baarn
- Eemnesserweg 98 (1929)

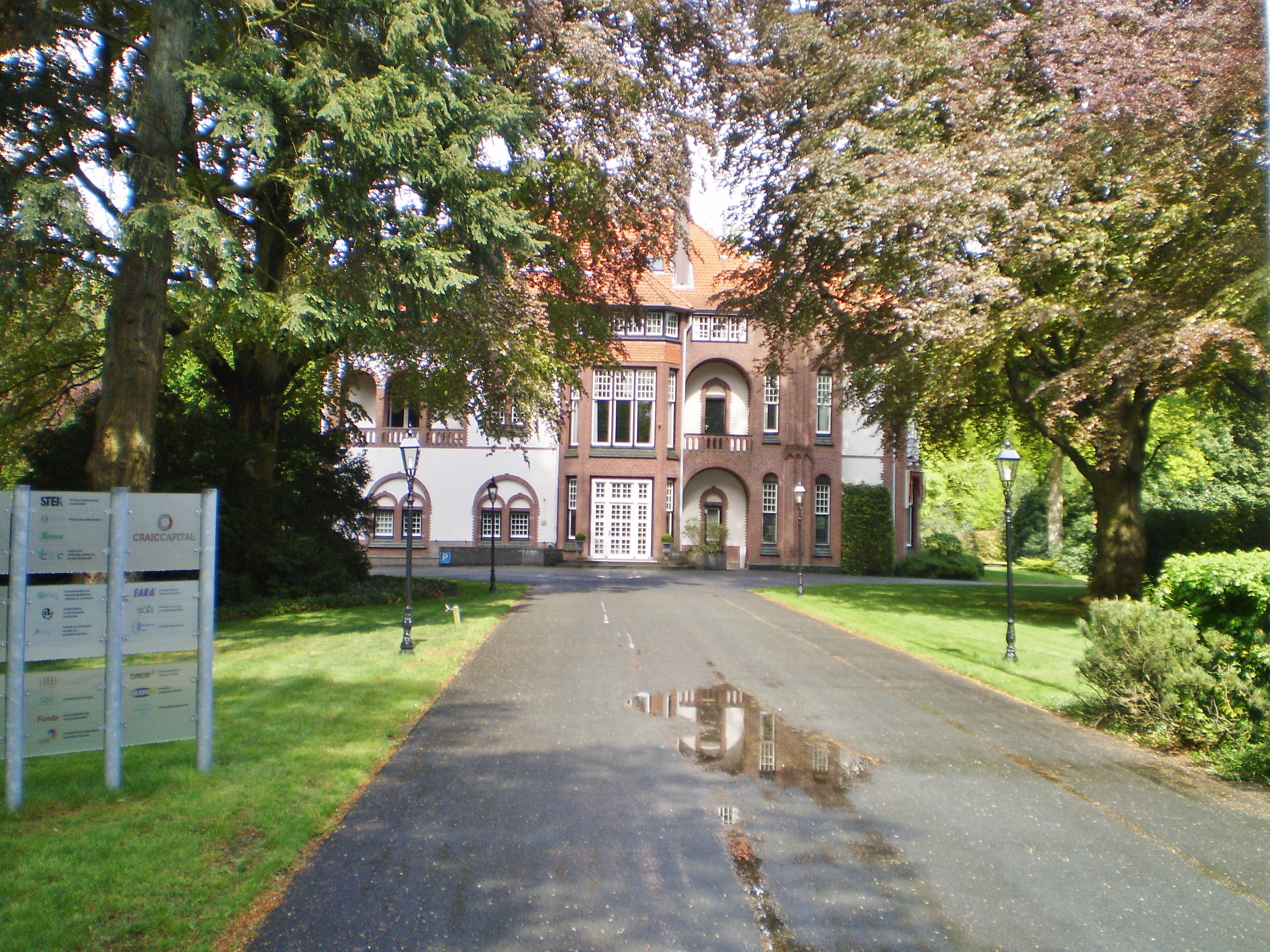
Villa Parkwijk

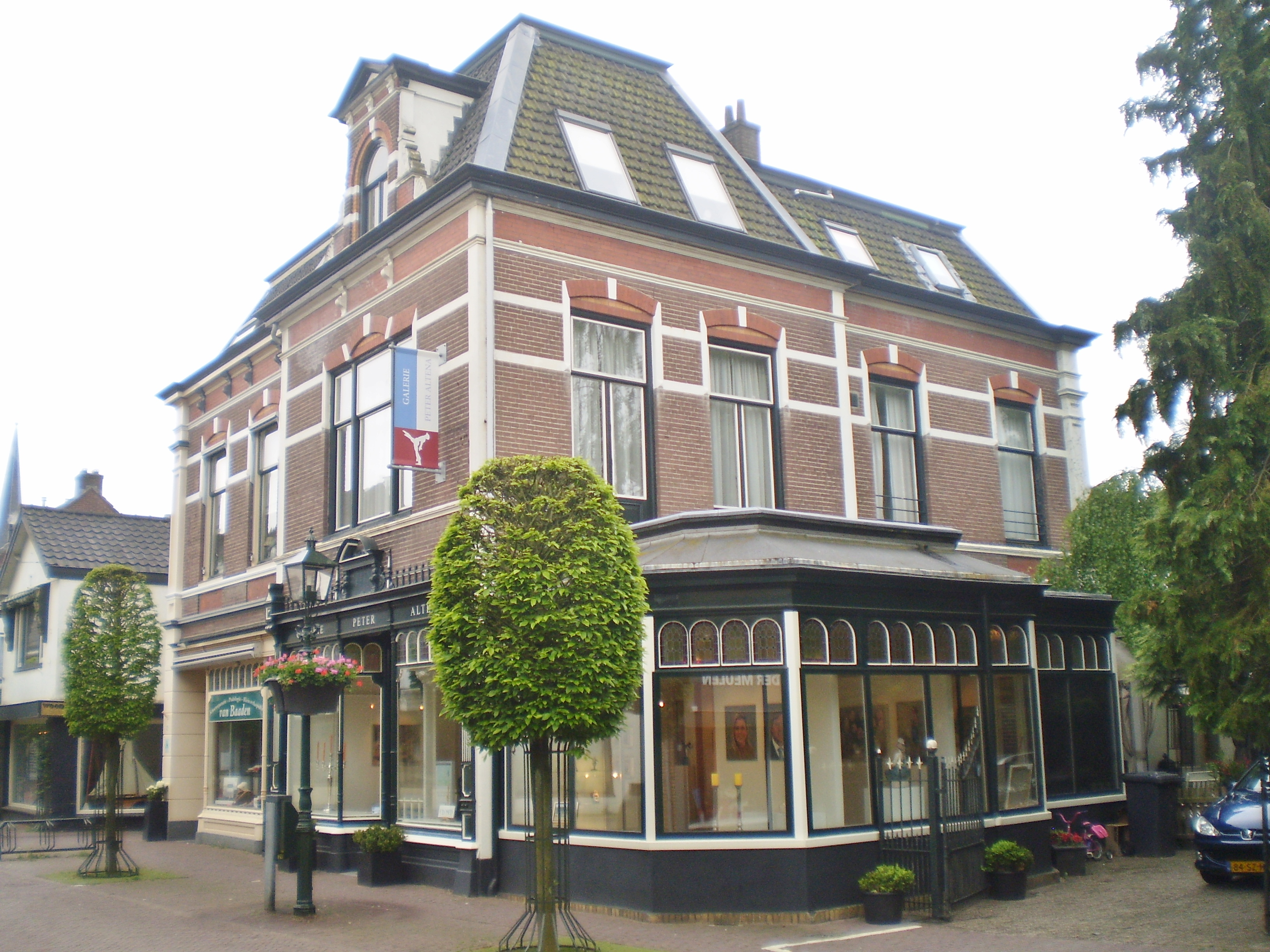
Brinkstraat 25-27

- Dienstwoningen Intimis - Guldenhoflaan 2 en 2a 9voorheen Ferdinand Huycklaan 51a-b (1928)
- Aloysiusschool - Kerkstraat 32 (1921)
- Molenweg 39a (1920)
- aanpassing Benthuijs - Eemnesserweg 91 (1919)
- uitbouw Koetshuis Berg en Dal - Jacob van Lenneplaan 33 (1919)
- Julianalaan 2 (1914)
- Molenweg 49 (1912)
- De Berken - Julianalaan 3-5 (1910)
- Intimis - Ferdinand Hucklaan 9  (1909)
- Krugerlaan 1 (1908)
- Brinkstraat 34 (1907)
- Cornelie - Kampstraat 3-3a (1906)
- Nassaulaan 14-16 (1905)
- Nieuw Baarnstraat 35-37 (1905)
- Krugerlaan 1 (1905)
- Villa Parkwijk - Wilhelminalaan 3 (1905)
- Winkelpand Den Boer - Laanstraat 69 (verbouwing in 1905)
- Faas Eliaslaan 35-37 (1904)
- Villa Lindenoord en De Viersprong - Kampstraat 14-16 (1904)
- Ferdinand Huycklaan 58-60 (1904)
- Gerrit van der Veenlaan 4
- Brinkstraat 25-27 (1899/1900)

Blaricum
- katholieke school - Kerklaan 16 (±1920)

Bussum
- pastorie O.L.V. van Altijddurende bijstand - Brinklaan 40 (1925/1926)[3]
- 27 werkmanswoningen - Roemer Visscherlaan, Vaartweg en Hooftlaan (1921)
- Brediusweg 33 (1909)

Hilversum
- schuur Kraanvogelplein 15 (1918)[4]
- villa Hill House - Tesselschadelaan 16 (1910)
- dubbel woonhuis Sint Annastraat 2 (1903)

Laren (Noord-Holland)
- Sint Jansziekenhuis - Eemnesserweg 14, nu Pastoor Hendrikspark 24 (1923)
- Sint Aloysiusschool - Vossiuslaan (1914)
- De Binckhorst-Sint Janschool - Eemnesserweg 19 (1913)
- uitbreiding hotel Hamdorff - Brink (1912)
- Sint Vitusgebouw - Kerklaan 10 (1911)
- Sint Agnesschool - Brinklaan 36a (1905)